# امام‌دشت
امام دشت، روستایی است از توابع بخش مرکزی شهرستان عباس آباد در استان مازندران ایران.

## جمعیت
این روستا در دهستان لنگارود غربی قرار دارد و براساس سرشماری مرکز آمار ایران در سال ۱۳۸۵، جمعیت آن ۱۲۲ نفر (۳۴خانوار) بوده‌است. مردم امام دشت از قومیت طبری هستند مردم امام دشت به زبان طبری (مازندرانی) سخن می‌گویند.